# Puerta de Rota
La puerta de Rota es parte de la muralla de la ciudad de Jerez de la Frontera, comunidad autónoma de Andalucía, España.

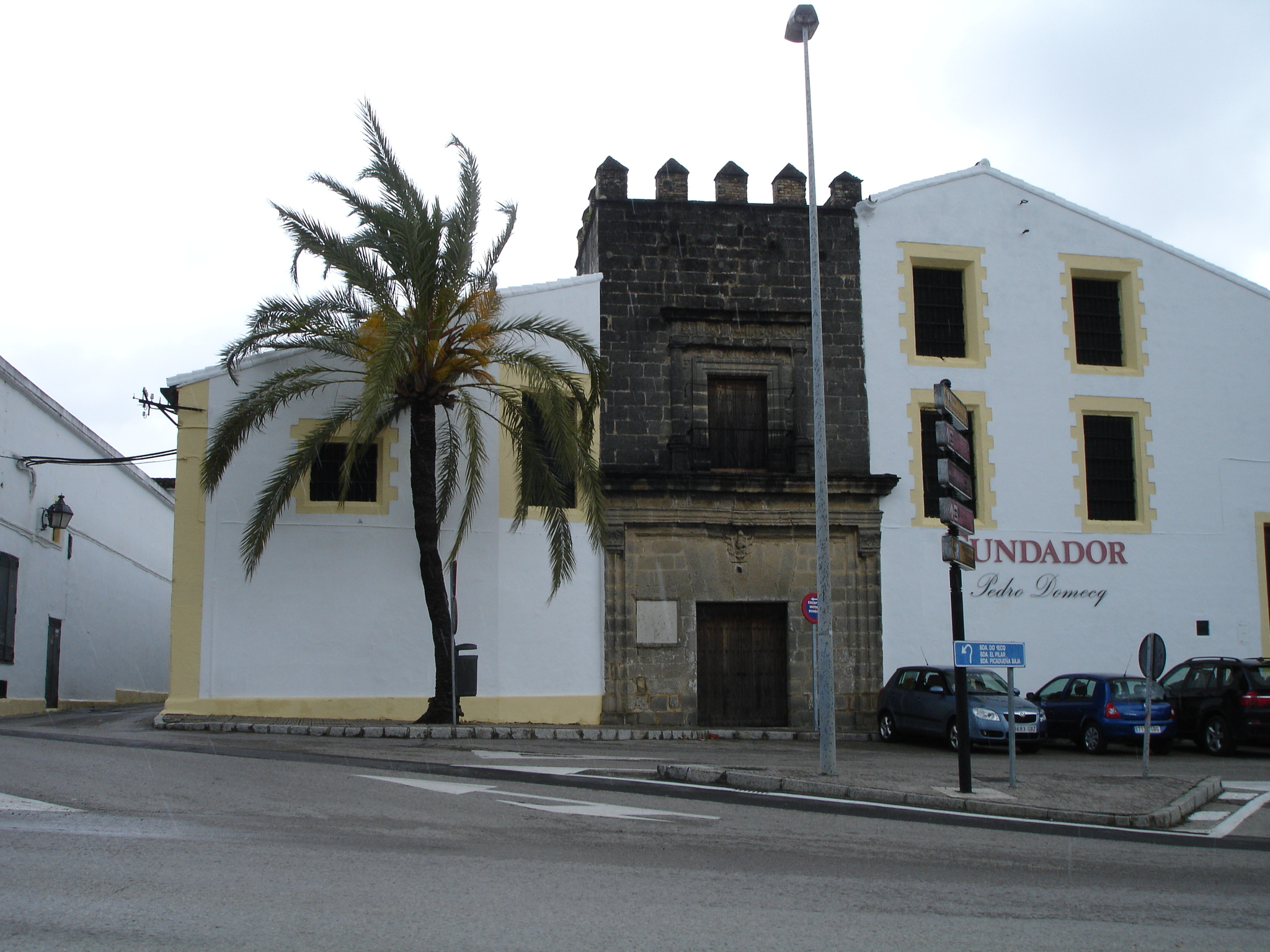
Bodega Fundador, construida utilizando una de la Torre de Riquelme de la Puerta de Rota

## Características
De origen andalusí, fue la más importante durante la Reconquista, y partía originalmente a Sanlúcar de Barrameda. Fue llamada también como Del Aceituno o de la Serranilla. Ya que era la puerta más castigada y por la falta de mantenimiento, fue derribada en 1787.
Tras una investigación sobre la Torre de Riquelme se ubica junto a esta

## Protección
Es BIC publicado en Boletín oficial: BOE nº 155 del 29 de junio de 1985.